# Kompleks młyński Amerykan
Kompleks młyński Amerykan – pozostałości zabytkowego młyna (niem. Schreibersdorfer Mühle), spichlerza oraz budynku mieszkalnego wraz z piekarnią i oborą. Amerykan położony jest w województwie opolskim, w powiecie krapkowickim, w gminie Strzeleczki obok wsi Pisarzowice.

## Położenie geograficzne
Jadąc lokalną drogą od strony Komorników do Kórnicy, widać wyłaniające się z lasu budynki przypominające rezydencję magnacką – są to samotnie stojące i dominujące nad resztą okolicy ściany Amerykana, będącego pozostałością po zabudowie przemysłowej.

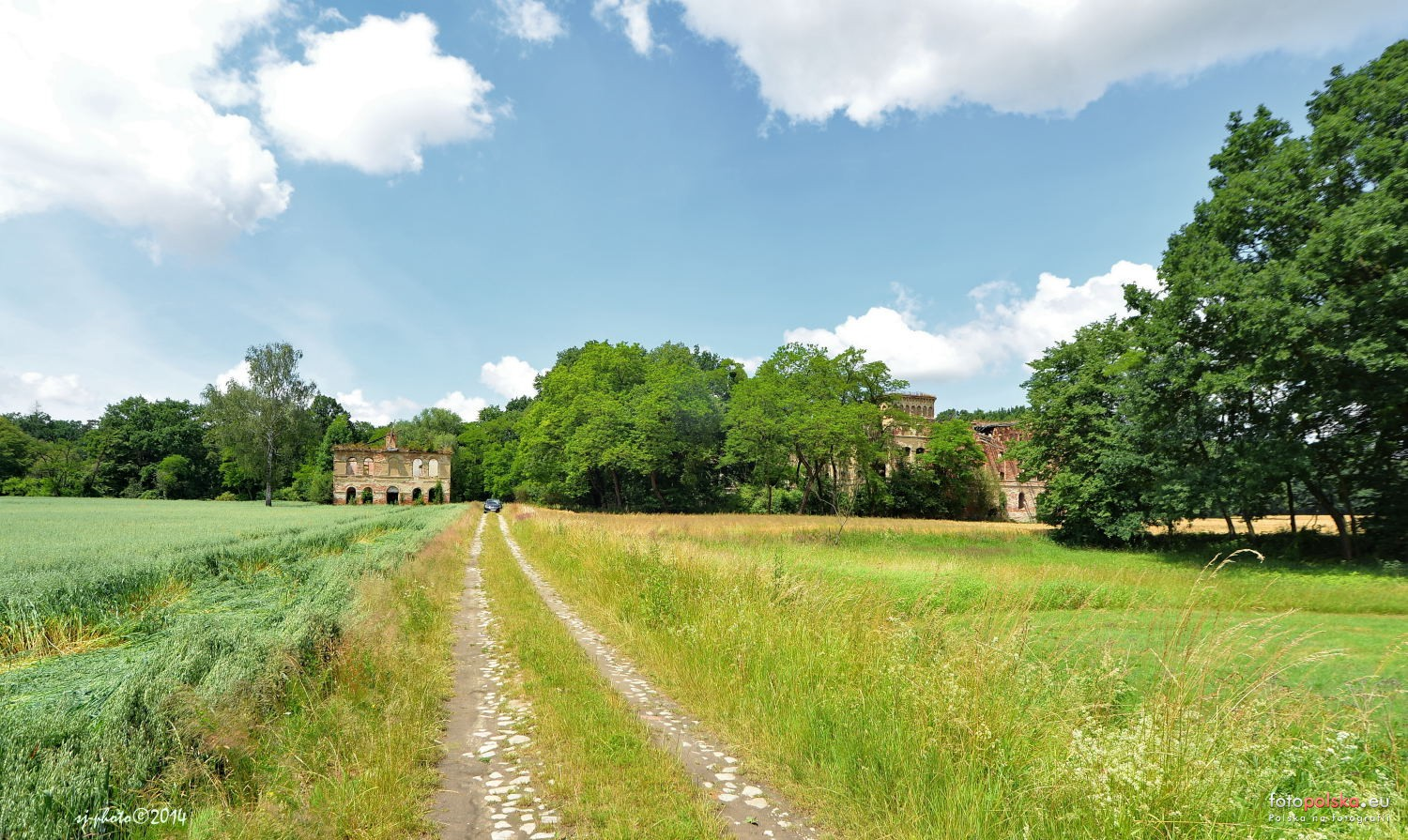
Widok od strony byłego drewnianego mostu

Kompleks ten został wybudowany tuż przy rzece Osobłoga, która 10 km dalej łączy się z Odrą. Budynki zostały usytuowane przy 50 ha lesie, który rozciąga się między Pisarzowicami (niem. Schreibersdorf), a Łowkowicami (niem. Lobkowitz). Amerykan położony jest na wysokości ok. 175 m n.p.m. na typowo nizinnym ukształtowanym terenie.
Wokół kompleksu położonego nad Osobłogą znajduje się szereg, podlegających ochronie roślin, takich jak: śnieżyczka – przebiśnieg, konwalia majowa i kruszyna pospolita.

## Architektura
Kompleks budynków przemysłowych został wzniesiony w stylu wczesnego renesansu florenckiego, przez co w skali regionu są one unikalnymi budowlami. Stylistykę Amerykana można określić jako arkadowy (niem. rundbogenstil). Budynki mają bardzo proste (prostokątne), zwarte bryły z zamkniętymi od góry dominującymi gzymsami. Ściany wyłożone są rustyką nadającą budynkom obronny charakter. Okna oraz drzwi są zamknięte łukami – dominuje romański podział otworów okiennych. Poprzez zastosowanie trzech, a nawet czterech kondygnacji, uzyskano duże możliwości w sposobie opracowania elewacji (zgodnie z tradycją florencką).
Bardzo podobnym budynkiem do Amerykana jest spichlerz nad Narwią, który również został wybudowany w stylu renesansowym i miał także obronny charakter.

### Młyn
W budynku tym mieścił się młyn wodny bazujący na sile Osobłogi z alternatywnym parowym źródłem zasilania na czas niskiego stanu wody. Młyn jest budowlą 3-kondygnacyjną o bryle mocno zamkniętej wydatnym gzymsem wieńczącym.

### Spichlerz
Budynek wzniesiony na prostokątnej bryle, czterokondygnacyjny, murowany. Zabudowa spichlerza podobnie jak młyna wyróżnia się dużą przestrzenią, regularnością oraz harmonijnością przez co budynek sprawia wrażenie eleganckiej i reprezentatywnej budowli arystokratycznej.

### Dom mieszkalny
To dwukondygnacyjny, pokryty czteropołaciowym dachem budynek wraz z oborą, ogrodem i mechaniczną piekarnią, która zaopatrywała w pieczywo okolicznych mieszkańców. W budynku mieszkali pracownicy młyna i ludzie dbający o porządek w magazynach. Żywili się oni tym, co wyhodowali w swej oborze i na polu. Dom został także utrzymany w duchu renesansowym, przez co razem z resztą budynków tworzy jeden zwarty kompleks.

## Historia

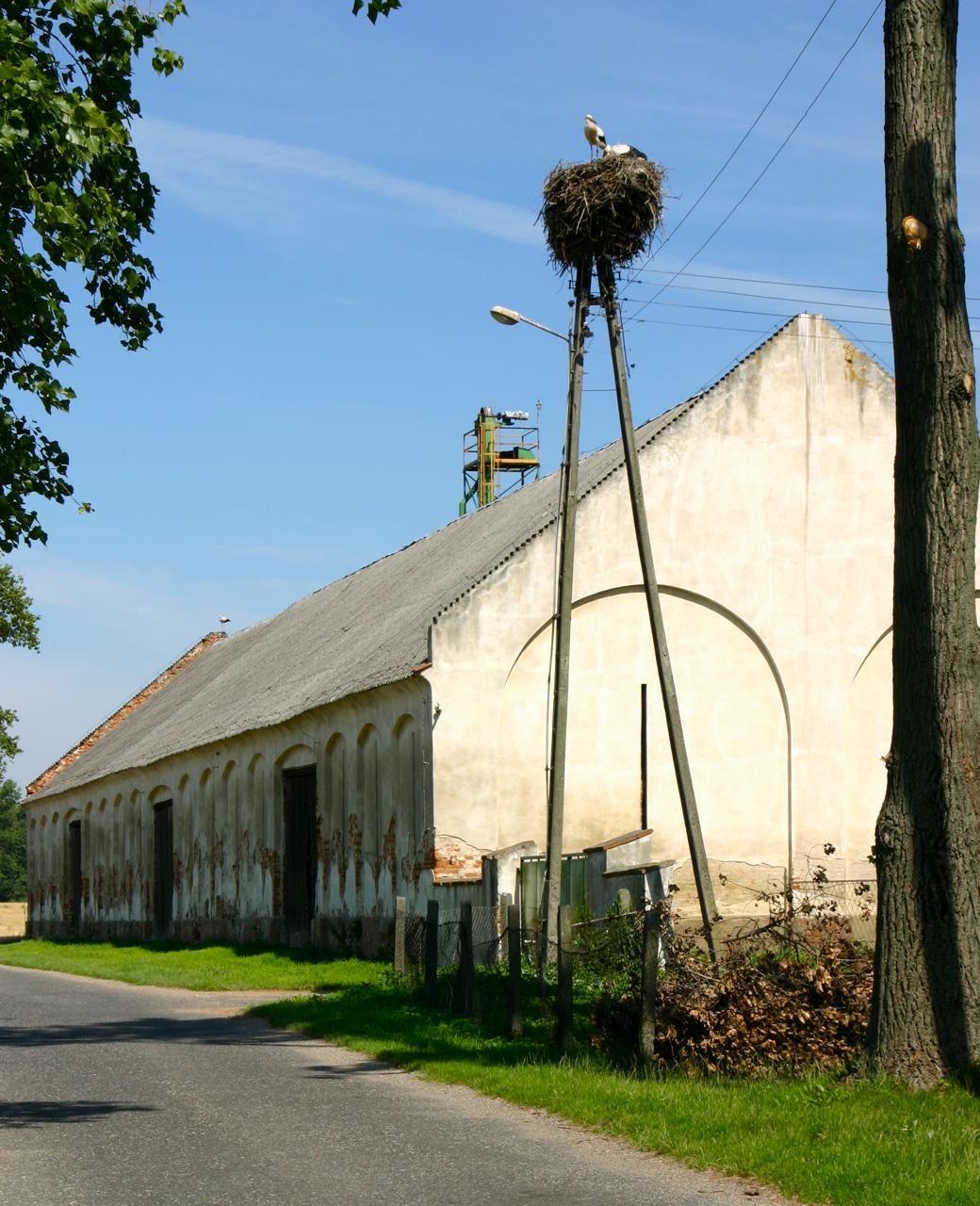
Folwark w Pisarzowicach

Według różnych źródeł kompleks powstał w latach 30–40 XIX wieku lub dopiero po 1875 roku. Inwestorem „Amerykana” był hrabia Eduard Georg Maria von Oppersdorff z Głogówka (ur. 1800 zm. 1889 r.), nazywany „Edim” do którego należały Pisarzowice wraz z ziemiami nad Osobłogą stanowiące część majoratu grafów von Oppersdorffów. Tożsamość architekta kompleksu jest nieznana. 

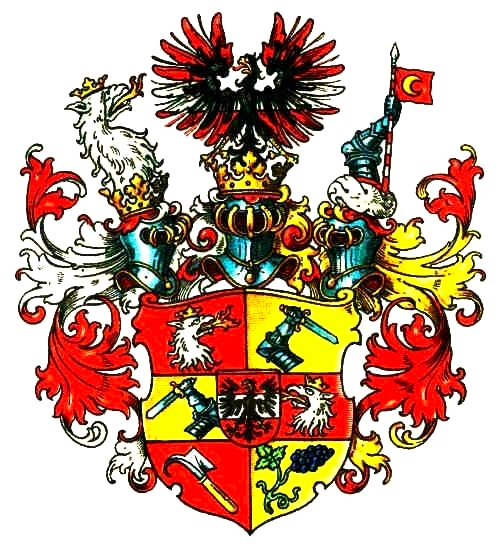
Oppersdorffowie – inwestorzy Amerykana

Oppersdorffowie byli właścicielami Pisarzowic od 1646 roku. Wieś kupił wtedy od Hansa Wachtela Johann Georg III i następnie wzniósł w połowie XVII wieku w Pisarzowicach późnorenesansowy dwór, którego budynek z założenia pełnił rolę rezydencji dla wdów po zmarłych członkach rodziny Oppersdorffów.
Kiedy ordynat umierał, cały majorat wraz z zamkiem w Głogówku dziedziczył po nim najstarszy syn. Wdowa po ordynacie przeprowadzała się wtedy do Pisarzowic. Po wygaśnięciu śląskiej linii Oppersdorffów dominium przejęła linia morawska, a potem czeska. Wiadomo, że ósmy z kolei ordynat, Franz Joachim Wenzel, w połowie XVIII wieku przebudował pałac nadając mu styl barokowy. W Pisarzowicach znajdują się również pozostałości po folwarku (niem. Meierhof), który został wybudowany na planie podkowy, tuż obok pałacu. Jest to osobny zespół budynków, który również należał onegdaj do Oppersdorfów.
W 1864 roku (czyli w okresie gdy funkcjonował już „Amerykan”), majątek ziemski w Pisarzowicach obejmował 270 hektarów, z czego 180 stanowiły pola uprawne, 35 – łąki, 2,5 – ogród, 11 – stawy, 32 – lasy i 9 – pastwiska. Uprawiano tu głównie żyto, owies i ziemniaki, hodowano konie, bydło i owce. Rodzina von Oppersdorff była właścicielem Amerykana do 1930 r., kiedy to postanowiła go sprzedać rodzinie Janocha. Same zaś Pisarzowice wraz z przypałcaowym folwarkiem były własnością rodu von Oppersforff, aż do wybuchu II wojny światowej.

### Nazwa
Hrabia Edi, przebywając w USA, zafascynował się tamtejszymi nowoczesnymi młynami oraz piekarniami, których ideę postanowił powielić na swojej ziemi budując młyn i piekarnię na wzór tych amerykańskich, dlatego też miejscowa ludność kompleks ten nazywała Amerykanem (dialekt śląski – Amerikun).

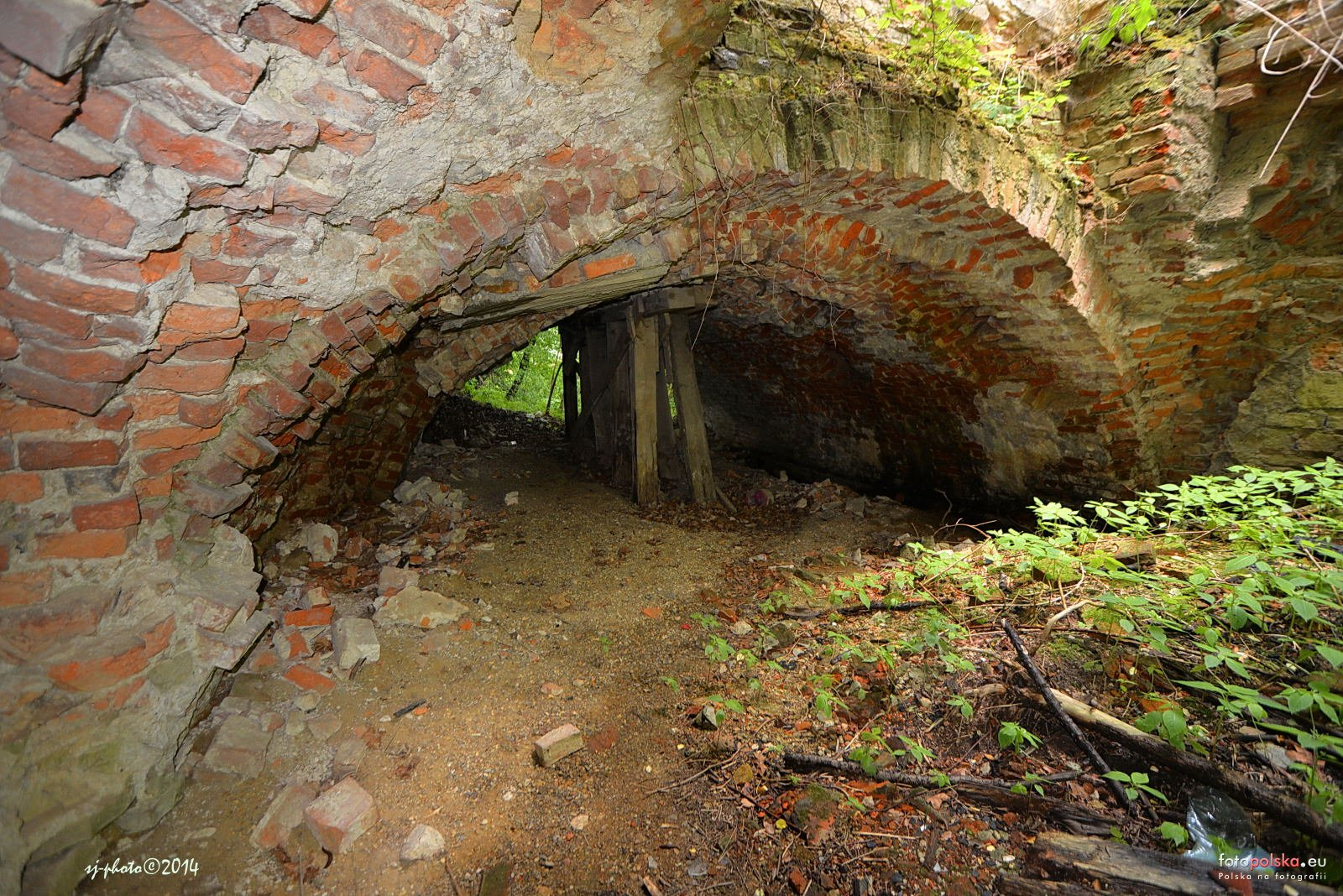
Zrujnowane wnętrza młyna

Nazwa ta funkcjonowała nawet na przedwojennych mapach geodezyjnych. Inne określenie kompleksu jakie można spotkać na mapach Śląska jest Chmielnik (niem. Hopfengarten).
Rozwiązania jakie hrabia Edi zapożyczył do nowej piekarni i młyna jakie zobaczył w Ameryce miały m.in. odciążyć żony rolników od pracy. Korzystano tam bowiem z nowoczesnych zdobyczy techniki i w pełni zmechanizowane zostały żmudne i monotonne prace przy mieleniu, jak również przy transporcie. To maszyny parowe wyręczały prace wielu ludzi. Tego typu młyny określane wtedy jako „młyny automatyczne” z w pełni zmechanizowanymi ciągami do transportu i przemiału mąki zostały wynalezione w 1785 roku nad Redclay Creek w Delaware (USA) przez Olivera Evansa (1755-1819) i oznaczały wówczas rewolucję w młynarstwie, między innymi również dlatego, że technologia taka wyręczała ludzi w żmudnej, ciężkiej i monotonnej pracy.
Zanim powstał Amerykan chłopi oraz ich żony otrzymywali od pana zboże – zwykle żyto – w formie deputatu. Musieli sami wozić je do młyna na mielenie, a potem w czworakach wyrabiać rozczyn i uformowane bochenki raz w tygodniu wozić na taczkach do najbliższego piekarza. Nowo powstała piekarnia mechaniczna miała tę niedogodność zniwelować wypiekając chleb dwa razy w tygodniu, który następnie rozdawany był chłopom.
Pomysł ten w praktyce się nie sprawdził, ze względu na słabą jakość pieczywa. Docelowo „Amerykańska” piekarnia miała zaopatrywać w pieczywo pracowników hrabiowskiego folwarku z takich miejscowości jak Rzepcze, Pisarzowice, Brożec, Jarszowice, Ściborowice, Nowe Kotkowice, Biedrzychowice, Zawada i Chudoba. Po miesiącu odmówili przyjmowania chleba i poprosili, aby na powrót zaopatrywać ich w zboże. I tak po kilku tygodniach pracy sprowadzone zza wielkiej wody maszyny stanęły, budynek od tego czasu świecił pustkami.

### Czasy międzywojenne
W 1928 w „Amerikonie” znaleźli pracę i dach nad głową dla siebie i swoich rodzin nadzorca młyna (Franz Heimann), stróż młyński (Theophil Gotsch), gajowy (August Neugebauer), nadzorca pól (Josef Kotschy), nadzorca łąk (Robert Koschani), woźnica (Franz Kopka) i pomocnica stajenna (Gertrud Schattka). 

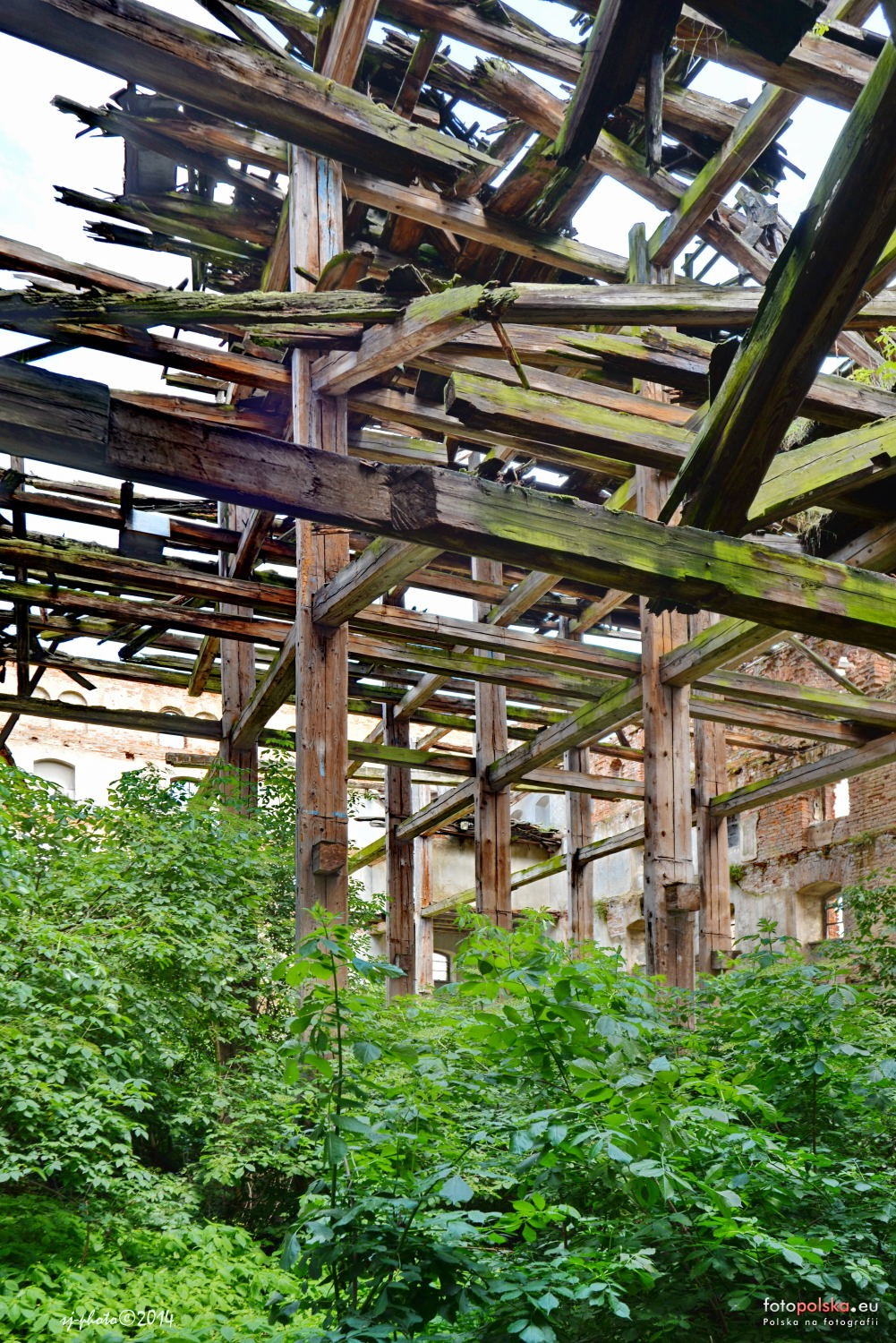
Zrujnowane wnętrza spichlerza

W roku 1930 hrabia Wilhelm Hans von Oppersdorff (1896-1989) decyduje się na sprzedaż Amerykana. Nowym właścicielem młyna wraz zabudowaniami zostaje kupiec Pius Janocha. Ostatni młynarz na „Amerikonie” pochodził ze Starych Kotkowic i postanowił zamieszkać w Pisarzowicach, a młyn z zabudowaniami miał się stać celem niedzielnych wycieczek okolicznej ludności.

### Czasy po II wojnie światowej
Po II wojnie światowej cały Śląsk, w tym również Pisarzowice zostały zajęte przez Rosjan. Ambitni przedsiębiorcy jak Pius Janocha, byli solą w oku dla ówczesnych władz komunistycznych. 

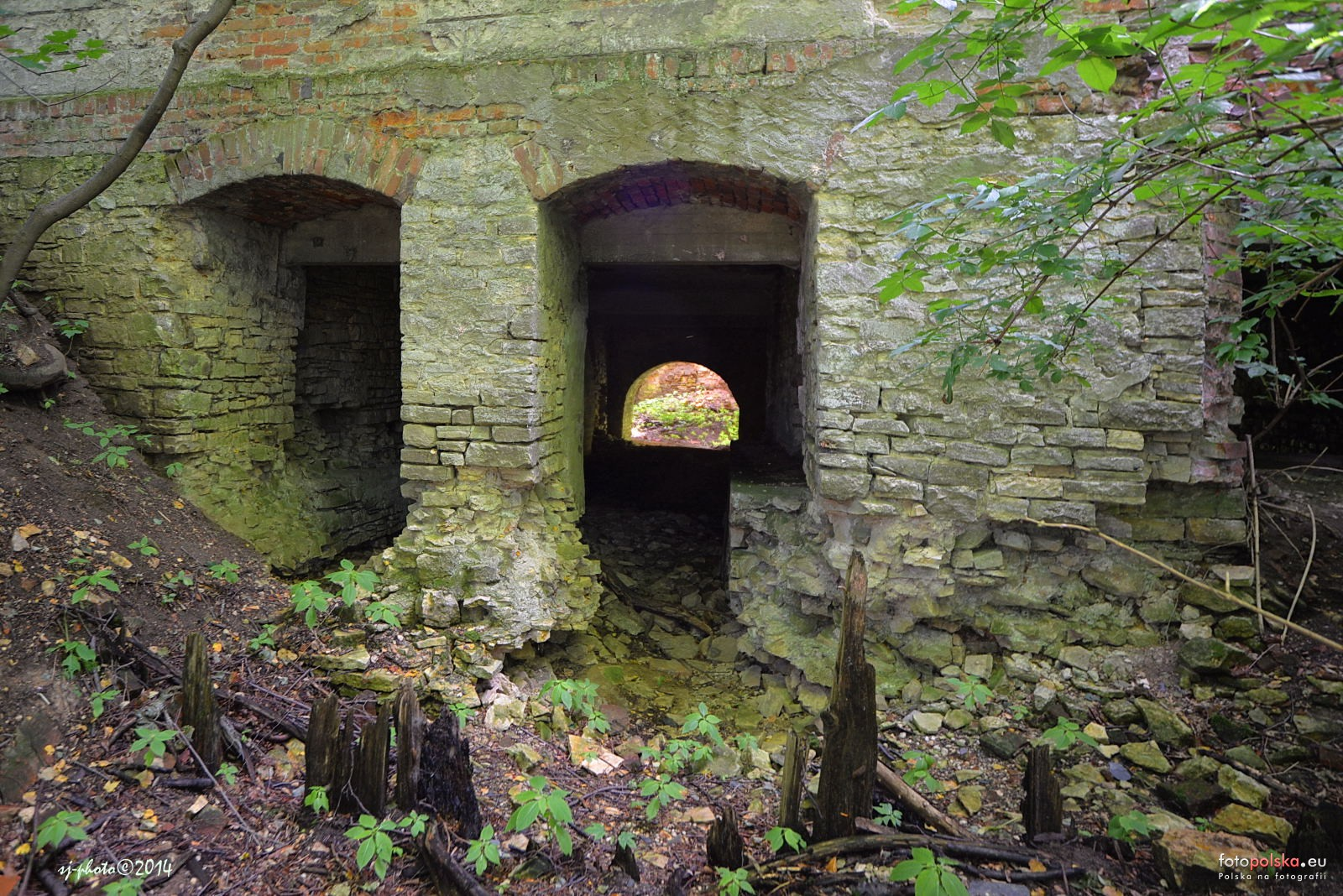
Zrujnowany młyn

Żołnierze rosyjscy, a później komunistyczna soldateska i administracja, korzystała z każdej okazji, by się nad nim znęcać. Częste pobicia były przyczyną śmierci Piusa Janochy w 1946 roku. Po jego śmierci młyn odziedziczył bratanek Johann Janocha (1908-1979), podczas gdy jego starszy brat Joseph Janocha (1904-1969) przejął łąki i pola. Joseph, który był wyuczonym murarzem, postanowił przerobić starą, hrabiowską piekarnię na chlewy i stajnie, w których hodował 6 krów, 2 konie, jak również wiele świń i sporo drobiu. W ten oto sposób na „Amerikonie” powstało małe gospodarstwo rolne. W owych czasach młyn nie przynosił już wielu zysków, tak że dla rodziny Johanna Janochy pieniądze uzyskiwane z wynajmu budynków były bardzo ważne.
W pierwszych latach powojennych komunistyczne władze wykorzystywały zabudowania do swoich celów. Budynki magazynowe z długą rampą były wykorzystywane przez dłuższy czas jako magazyn broni przez polską armię. Na miejscu kwaterowała też kompania polskiej armii. W latach ’60 władze urządziły tu punkt poboru podatków w naturze, które to miejscowi rolnicy zmuszeni byli oddawać państwu. Nieco później budynek został wykorzystany, jako magazyny na skóry i obuwie, przez Zakłady Przemysłu Skórzanego „Otmęt”. Potem obiekty opuszczono i popadły w ruinę. Dziś ich właścicielem jest osoba prywatna.
Joseph Janocha zmarł w 1969 roku, pięć lat później wdowa po nim otrzymała zgodę na wyjazd, a w 1977 roku również Johann Janocha z rodziną dostał pozwolenie na wyjazd ze Śląska. I od tej pory Amerykan opustoszał całkowicie. Podczas gdy grunty orne, będące własnością wnuczki Josepha Janochy Gabrielli Fuchs z Chudoby, są dobrze zagospodarowane i przynoszą plony, to imponujące niegdyś budynki należące do młyna, popadają coraz bardziej w ruinę.
Bratanek obu ostatnich właścicieli „Amerikona”, Ernst Janocha tak opisuje dzisiejszy stan starej rodzinnej posiadłości „…drewniany most runął pod koniec lat ’80 i nie został ponownie odbudowany. Mniej więcej 1 km dalej w górę rzeki postawiono nowy, betonowy most. Polna droga prowadząca do młyna jest w bardzo złym stanie (…) dojazd z Pisarzowic jest dla obcych trudny do znalezienia, a na odcinku leśnym droga jest bardzo rozjechana i do tego mocno zarośnięta…”.

## Mapa
Poniższy fragment mapy z 1931 roku przedstawia wieś Pisarzowice (niem. Schreibersdorf) w której mieści się majątek i pałac Oppersdorffów, oraz oddalony o ponad jeden kilometr od wioski kompleks przemysłowy Amerykan (niem. Schreibersdorfer Mühle).
|  |  |  |